# Star's Lover
Star's Lover (en hangul, 스타의 연인; romanización revisada, Seutaui Yeonin), es una serie de televisión surcoreana emitida por SBS, desde el 10 de diciembre de 2008, hasta el 12 de febrero de 2009. Inspirada en la película británica de 1999, Notting Hill, fue protagonizada por Choi Ji Woo y Yoo Ji Tae.

## Sinopsis
La estrella Hallyu, Lee Ma Ri (Choi Ji Woo) es retratada en un libro a pedido de su agente Seo Tae Suk (Sung Ji-ru), este le pide al poco destacado profesor universitario Kim Chul Soo (Yoo Ji Tae), que lo escriba sin revelar su identidad, a cambio de suficiente dinero como para pagarle a su exnovia, que financió su matrícula universitaria en el pasado. Con el libro Los amantes de Asuka, publicado a nombre de Ma Ri, la situación se vuelve desastrosa cuando se convierte en éxito de ventas y a la vez comienza a haber rumores que ella, la actriz más famosa de toda Asia, no lo escribió. 
Chul Soo curiosamente es contratado por Ma Ri para enseñarle de cultura japonesa, con ello se vuelven cercanos, pero su relación extremadamente secreta de los reporteros y de la prensa de espectáculos se ve afectada con la llegada del joven ejecutivo de una empresa de medios de comunicación, Jung Woo Jin (Lee Ki Woo), que pretende quedarse con Ma Ri; también aparece el primer amor de ella, Kang Woo Jin (Phillip Choi), que de repente desapareció de su vida; La exnovia de Chul Soo, Choi Eun Young (Cha Ye Ryun), y finalmente el manipulador Seo Tae Suk, que trata de controlar todo en la vida de Ma Ri.

## Reparto

### Personajes principales
- Choi Ji Woo como Lee Ma Ri.
  - Jung Da Bin como Ma Ri (niña).
  - Park Bo Young como Ma Ri (adolescente).
- Yoo Ji Tae como Kim Chul Soo.
- Lee Ki Woo como Jung Woo Jin.
- Cha Ye Ryun como Choi Eun Young.

### Personajes secundarios
Relacionados con Chul Soo
- Shim Min Hee como Kim Yoo Ri.
- Kim Bo Young como Kim Ji Sook.
- Jung Woon Taek como Jun Byung Joon.
- Kim Ji Young como Kim On Ja.
- Lee Jong Nam como Choi Ryun Hee.
- Kim Ye Ryung como Lee Ji Soon.
- Bae Ki Bum como Padre de Chul Soo.
- Yoon Joo Sang como Profesor Ahn.
- Lee Seung Hyung como Choi Sung Wook.

Relacionados con Ma Ri
- Sung Ji-ru como Seo Tae Suk
- Ki Tae-young como Son Ha-young.
- Lee Joon Hyuk como Min Jang Soo.
- Shim Eun Jin como Seo Ye Rin.
- Yang Hee Kyung como Lee Seung Yeon.
- Kwak Hyun Hwa como Lee Eun Shil.
- Phillip Choi como Seo Woo Jin como.
- Ban Hyo Jung como Abuela de Ma Ri.
- Ji Jin-hee como exnovio de Ma Ri

## Banda sonora
| Track listing |                                                                            |                  |          |  |
| N.º           | Título                                                                     | Artista          | Duración |  |
| 1.            | «스타의 연인» (Star's Lover)                                               | Varios artistas  | 3:01     |  |
| 2.            | «만남» (Meeting)                                                           | Lim Jae Bum      | 4:57     |  |
| 3.            | «마음속이야기» (The Words Within My Heart)                                 | Hwa Yo Bi        | 3:53     |  |
| 4.            | «널 가끔 잊는 일» (Sometimes I Forget You)                                 | Shim Eun Ji      | 4:24     |  |
| 5.            | «하고 싶은 말» (Words I Want to Say)                                       | Ciel             | 4:06     |  |
| 6.            | «떠날까봐» (I Should Leave)                                                | Sei              | 3:51     |  |
| 7.            | «Name» (더 레이)                                                           | The Rey          | 3:48     |  |
| 8.            | «그대 자린 여긴데 - Drama Version» (Geudae Jalin Yeoginde - Drama Version) | Red Rain         | 4:19     |  |
| 9.            | «내겐 어려운 그 말» (Difficult Words for Me)                               | Hwa Yoo Bin      | 3:17     |  |
| 10.           | «Magic»                                                                    | Kim Dong Wook    | 4:37     |  |
| 11.           | «별이내리다» (Byeolinaelida)                                               | Varios artistas  | 0:46     |  |
| 12.           | «Chopin: Nocturn Op9-No.2 E Flat Major»                                    | Hwang Yoon Young | 4:30     |  |
| 13.           | «추억이 내리는 밤» (Chueogi Naelineun Bam)                                 | Varios artistas  | 3:59     |  |
| 14.           | «설레임» (Seolleim)                                                        | Varios artistas  | 2:11     |  |
| 15.           | «아스카 기행» (Aseuka Gihaeng)                                             | Varios artistas  | 2:22     |  |
| 16.           | «오, 나의 여신님» (O, Naui Yeosinnim)                                      | Varios artistas  | 2:17     |  |
| 17.           | «사랑이 머무는 정원» (Sarangi Meomuneun Jeongwon)                          | Varios artistas  | 1:48     |  |
| 18.           | «다가갈수록» (Dagagalsulog)                                                | Varios artistas  | 1:58     |  |
| 19.           | «동거» (Donggeo)                                                           | Varios artistas  | 2:29     |  |
| 20.           | «Chopin: Nocturn Op9-No.2 E Flat Major»                                    | Frederic Chopin  | 4:04     |  |
| 21.           | «Love & Kiss»                                                              | Varios artistas  | 2:26     |  |

## Emisión internacional
- Hong Kong: TVB (2009).
- Japón: WOWOW (2009), KNTV (2009) y TBS-TV (2010).
- Tailandia: Channel 9 (2011).
- Taiwán: TTV (2009).